# Eintracht Frankfurt 2011-2012
Questa voce raccoglie le informazioni riguardanti l'Eintracht Frankfurt nelle competizioni ufficiali della stagione 2011-2012.

## Stagione
Nella stagione 2011-2012 l'Eintracht Francoforte, allenato da Armin Veh, concluse il campionato di 2. Bundesliga al 2º posto e fu promosso in Bundesliga. In Coppa di Germania l'Eintracht Francoforte fu eliminato al secondo turno dal Kaiserslautern.

## Rosa
| N. |                               | Ruolo | Calciatore          |
| -- | ----------------------------- | ----- | ------------------- |
| 1  | Macedonia del Nord (bandiera) | P     | Oka Nikolov         |
| 3  | Germania (bandiera)           | D     | Heiko Butscher      |
| 4  | Croazia (bandiera)            | D     | Gordon Schildenfeld |
| 5  | Germania (bandiera)           | D     | Martin Amedick      |
| 6  | Germania (bandiera)           | D     | Dominik Schmidt     |
| 7  | Germania (bandiera)           | C     | Benjamin Köhler     |
| 8  | Germania (bandiera)           | C     | Matthias Lehmann    |
| 10 | Austria (bandiera)            | A     | Erwin Hoffer        |
| 11 | Austria (bandiera)            | C     | Ümit Korkmaz        |
| 14 | Germania (bandiera)           | A     | Alexander Meier     |
| 15 | Costa d'Avorio (bandiera)     | D     | Constant Djakpa     |
| 16 | Germania (bandiera)           | P     | Mario Miltner       |
| 18 | Camerun (bandiera)            | A     | Mohamadou Idrissou  |
| 19 | Algeria (bandiera)            | D     | Habib Bellaïd       |
| 20 | Germania (bandiera)           | C     | Sebastian Rode      |

| N. |                     | Ruolo | Calciatore           |
| -- | ------------------- | ----- | -------------------- |
| 21 | Algeria (bandiera)  | A     | Karim Matmour        |
| 22 | Germania (bandiera) | P     | Thomas Kessler       |
| 23 | Brasile (bandiera)  | D     | Bamba Anderson       |
| 24 | Germania (bandiera) | D     | Sebastian Jung       |
| 25 | Germania (bandiera) | A     | Marcos Álvarez       |
| 27 | Svizzera (bandiera) | C     | Pirmin Schwegler     |
| 28 | Germania (bandiera) | C     | Sonny Kittel         |
| 29 | Canada (bandiera)   | A     | Rob Friend           |
| 30 | Brasile (bandiera)  | C     | Caio                 |
| 32 | Turchia (bandiera)  | P     | Aykut Özer           |
| 33 | Germania (bandiera) | C     | Alexander Hien       |
| 34 | Germania (bandiera) | D     | Erik Wille           |
| 36 | Germania (bandiera) | C     | Marcel Titsch-Rivero |
| 39 | Germania (bandiera) | D     | Julian Dudda         |

## Organigramma societario
Area tecnica
- Allenatore: Armin Veh
- Allenatore in seconda: Marcel Daum, Reiner Geyer
- Preparatore dei portieri: Manfred Petz
- Preparatori atletici: Christian Kolodziej

## Calciomercato

### Sessione estiva
| Acquisti | Acquisti            | Acquisti            | Acquisti |
| R.       | Nome                | da                  | Modalità |
| -------- | ------------------- | ------------------- | -------- |
| A        | Rob Friend          | Hertha Berlino      |          |
| A        | Mohamadou Idrissou  | Borussia M'gladbach |          |
| D        | Anderson Bamba      | Borussia M'gladbach |          |
| A        | Marcos Álvarez      | Bayern Monaco II    |          |
| D        | Stefan Bell         | Monaco 1860         |          |
| D        | Habib Bellaïd       | Sedan               |          |
| D        | Constant Djakpa     | Hannover 96         |          |
| A        | Erwin Hoffer        | Kaiserslautern      |          |
| P        | Thomas Kessler      | St. Pauli           |          |
| C        | Ümit Korkmaz        | Bochum              |          |
| C        | Matthias Lehmann    | St. Pauli           |          |
| A        | Karim Matmour       | Borussia M'gladbach |          |
| D        | Nikola Petković     | Al-Ahli             |          |
| D        | Gordon Schildenfeld | Sturm Graz          |          |
| D        | Dominik Schmidt     | Werder Brema        |          |

| Cessioni | Cessioni        | Cessioni        | Cessioni |
| R.       | Nome            | a               | Modalità |
| -------- | --------------- | --------------- | -------- |
| D        | Chris           | Wolfsburg       |          |
| A        | Martin Fenin    | Energie Cottbus |          |
| D        | Nikola Petković | Stella Rossa    |          |
| D        | Marco Russ      | Wolfsburg       |          |
| A        | Halil Altıntop  | Trabzonspor     |          |
| P        | Ralf Fährmann   | Schalke 04      |          |
| D        | Maik Franz      | Hertha Berlino  |          |
| A        | Marcel Heller   | Dinamo Dresda   |          |
| D        | Kevin Kraus     | Greuther Fürth  |          |
| D        | Patrick Ochs    | Wolfsburg       |          |

### Sessione invernale
| Acquisti | Acquisti       | Acquisti       | Acquisti |
| R.       | Nome           | da             | Modalità |
| -------- | -------------- | -------------- | -------- |
| D        | Martin Amedick | Kaiserslautern |          |
| D        | Heiko Butscher | Friburgo       |          |
| C        | Mohammed Abu   | Strømsgodset   |          |

| Cessioni | Cessioni          | Cessioni     | Cessioni |
| R.       | Nome              | a            | Modalità |
| -------- | ----------------- | ------------ | -------- |
| C        | Mohammed Abu      | Strømsgodset |          |
| C        | Ricardo Clark     | Stabæk       |          |
| D        | Giorgos Tzavellas | Monaco       |          |
| D        | Stefan Bell       | Magonza      |          |
| A        | Theofanīs Gkekas  | Samsunspor   |          |

## Risultati

### 2. Bundesliga

#### Girone di andata
| Arbitro: | Gräfe |

|                |           |                            |
| Nöthe 20’, 44’ | Marcatori | 56’, 64’ Meier 89’ Matmour |

| Arbitro: | Kinhöfer |

|           |           |             |
| Meier 78’ | Marcatori | 38’ Bartels |

| Arbitro: | Dingert |

|  |           |                          |
|  | Marcatori | 3’ Köhler 83’, 85’ Meier |

| Arbitro: | Hartmann |

|         |           |             |
| Jung 3’ | Marcatori | 54’ Beister |

| Arbitro: | Drees |

|  |           |                                            |
|  | Marcatori | 17’ Rode 31’ (rig.) Gkekas 40’, 89’ Köhler |

| Francoforte sul Meno 28 agosto 2011, ore 13:30 CEST 6ª giornata | Eintracht Francoforte | 0 – 0 referto | Paderborn | Commerzbank-Arena (34 200 spett.)\| Arbitro: \| Leicher \| |
| Arbitro:                                                        | Leicher               |               |           |                                                            |

| Arbitro: | Kircher |

|                              |           |                                     |
| Rangelov 10’, 49’ Adlung 70’ | Marcatori | 65’ Friend 72’ Korkmaz 88’ Idrissou |

| Arbitro: | Steuer |

|                                       |           |             |
| Idrissou 2’, 57’ Meier 52’ Djakpa 90’ | Marcatori | 71’ Jänicke |

| Arbitro: | Stark |

|          |           |                                   |
| Fiél 31’ | Marcatori | 35’, 40’ Gkekas 84’, 86’ Idrissou |

| Arbitro: | Sippel |

|                                 |           |             |
| Gkekas 30’ Meier 37’ Hoffer 90’ | Marcatori | 75’ Quiring |

| Arbitro: | Gagelmann |

|  |           |                                    |
|  | Marcatori | 16’ (aut.) Acquistapace 37’ Köhler |

| Arbitro: | Schmidt |

|                           |           |  |
| Hoffer 35’, 53’ Meier 65’ | Marcatori |  |

| Arbitro: | Fischer |

|           |           |             |
| Leitl 73’ | Marcatori | 90’ Matmour |

| Arbitro: | Brych |

|           |           |                         |
| König 45’ | Marcatori | 40’ Hoffer 86’ Idrissou |

| Arbitro: | Osmers |

|                                               |           |                             |
| Idrissou 9’ Köhler 11’ Hoffer 80’ Matmour 88’ | Marcatori | 77’ Auer 81’ Radu 86’ Demai |

| Arbitro: | Dingert |

|                      |           |            |
| Rakić 1’ Volland 67’ | Marcatori | 90’ Gkekas |

| Arbitro: | Schmidt |

|                |           |  |
| Gkekas 1’, 65’ | Marcatori |  |

#### Girone di ritorno
| Francoforte sul Meno 12 dicembre 2011, ore 20:15 CET 18ª giornata | Eintracht Francoforte | 0 – 0 referto | Greuther Fürth | Commerzbank-Arena (35 500 spett.)\| Arbitro: \| Kinhöfer \| |
| Arbitro:                                                          | Kinhöfer              |               |                |                                                             |

| Arbitro: | Zwayer |

|                      |           |  |
| Morena 32’ Kruse 67’ | Marcatori |  |

| Arbitro: | Drees |

|                |           |            |
| Meier 11’, 22’ | Marcatori | 5’ Kruppke |

| Arbitro: | Brych |

|                      |           |            |
| Langeneke 90’ (rig.) | Marcatori | 69’ Köhler |

| Arbitro: | Stark |

|                                                       |           |              |
| Matmour 14’, 33’, 80’ Meier 61’ Kittel 67’ Hoffer 70’ | Marcatori | 68’ Micanski |

| Arbitro: | Winkmann |

|                                            |           |                      |
| Proschwitz 6’ Kara 18’ Rupp 58’ Wemmer 64’ | Marcatori | 26’ Köhler 42’ Meier |

| Arbitro: | Schriever |

|            |           |  |
| Hoffer 69’ | Marcatori |  |

| Arbitro: | Weiner |

|            |           |                                                              |
| Müller 63’ | Marcatori | 13’ Köhler 42’ Schildenfeld 77’ Kittel 84’ Rode 87’ Idrissou |

| Arbitro: | Gräfe |

|                                           |           |  |
| Meier 3’ Schuppan 14’ (aut.) Idrissou 33’ | Marcatori |  |

| Arbitro: | Perl |

|  |           |                                       |
|  | Marcatori | 9’ Idrissou 57’ Hoffer 73’, 89’ Meier |

| Arbitro: | Willenborg |

|                                   |           |  |
| Idrissou 19’ Meier 32’ Hoffer 35’ | Marcatori |  |

| Arbitro: | Steuer |

|                       |           |  |
| Šukalo 44’ Soares 52’ | Marcatori |  |

| Arbitro: | Dankert |

|              |           |             |
| Idrissou 49’ | Marcatori | 71’ Akaïchi |

| Arbitro: | Meyer |

|                                          |           |  |
| Meier 28’ Kittel 44’ Jung 54’ Köhler 83’ | Marcatori |  |

| Arbitro: | Weiner |

|  |           |                                          |
|  | Marcatori | 45’, 48’ Idrissou 72’ (aut.) Olajengbesi |

| Arbitro: | Gagelmann |

|  |           |                         |
|  | Marcatori | 17’ Volland 21’ Vallori |

| Arbitro: | Fritz |

|                 |           |  |
| Charalampous 9’ | Marcatori |  |

### Coppa di Germania
| Arbitro: | Siebert |

|  |           |                        |
|  | Marcatori | 85’ (rig.), 90’ Gkekas |

| Arbitro: | Stark |

|  |           |                  |
|  | Marcatori | 119’ Sukuta-Pasu |

## Statistiche

### Statistiche di squadra
| Competizione      | Punti | In casa | In casa | In casa | In casa | In casa | In casa | In trasferta | In trasferta | In trasferta | In trasferta | In trasferta | In trasferta | Totale | Totale | Totale | Totale | Totale | Totale | DR  |
| Competizione      | Punti | G       | V       | N       | P       | Gf      | Gs      | G            | V            | N            | P            | Gf           | Gs           | G      | V      | N      | P      | Gf     | Gs     | DR  |
| ----------------- | ----- | ------- | ------- | ------- | ------- | ------- | ------- | ------------ | ------------ | ------------ | ------------ | ------------ | ------------ | ------ | ------ | ------ | ------ | ------ | ------ | --- |
| 2. Bundesliga     | 68    | 17      | 11      | 5       | 1       | 38      | 12      | 17           | 9            | 3            | 5            | 38           | 21           | 34     | 20     | 8      | 6      | 76     | 33     | +43 |
| Coppa di Germania | -     | 1       | 0       | 0       | 1       | 0       | 1       | 1            | 1            | 0            | 0            | 2            | 0            | 2      | 1      | 0      | 1      | 2      | 1      | +1  |
| Totale            | 68    | 18      | 11      | 5       | 2       | 38      | 13      | 18           | 10           | 3            | 5            | 40           | 21           | 36     | 21     | 8      | 7      | 78     | 34     | +44 |

### Andamento in campionato
| Giornata  | 1 | 2 | 3 | 4 | 5 | 6 | 7 | 8 | 9 | 10 | 11 | 12 | 13 | 14 | 15 | 16 | 17 | 18 | 19 | 20 | 21 | 22 | 23 | 24 | 25 | 26 | 27 | 28 | 29 | 30 | 31 | 32 | 33 | 34 |
| --------- | - | - | - | - | - | - | - | - | - | -- | -- | -- | -- | -- | -- | -- | -- | -- | -- | -- | -- | -- | -- | -- | -- | -- | -- | -- | -- | -- | -- | -- | -- | -- |
| Luogo     | T | C | T | C | T | C | T | C | T | C  | T  | C  | T  | T  | C  | T  | C  | C  | T  | C  | T  | C  | T  | C  | T  | C  | T  | C  | T  | C  | C  | T  | C  | T  |
| Risultato | V | N | V | N | V | N | N | V | V | V  | V  | V  | N  | V  | V  | P  | V  | N  | P  | V  | N  | V  | P  | V  | V  | V  | V  | V  | P  | N  | V  | V  | P  | P  |
| Posizione | 4 | 5 | 2 | 7 | 4 | 6 | 6 | 5 | 3 | 2  | 2  | 2  | 2  | 2  | 1  | 2  | 2  | 2  | 3  | 2  | 3  | 1  | 2  | 2  | 2  | 2  | 2  | 1  | 2  | 2  | 2  | 1  | 2  | 2  |

Legenda:

Luogo: C = Casa; T = Trasferta. Risultato: V = Vittoria; N = Pareggio; P = Sconfitta.

### Statistiche dei giocatori
| Giocatore        | 2. Bundesliga | 2. Bundesliga | 2. Bundesliga | 2. Bundesliga | Coppa di Germania | Coppa di Germania | Coppa di Germania | Coppa di Germania | Totale   | Totale | Totale      | Totale     |
| Giocatore        | Presenze      | Reti          | Ammonizioni   | Espulsioni    | Presenze          | Reti              | Ammonizioni       | Espulsioni        | Presenze | Reti   | Ammonizioni | Espulsioni |
| ---------------- | ------------- | ------------- | ------------- | ------------- | ----------------- | ----------------- | ----------------- | ----------------- | -------- | ------ | ----------- | ---------- |
| M. Amedick       | 2             | 0             | 0             | 0             | 0                 | 0                 | 0                 | 0                 | 2        | 0      | 0           | 0          |
| B. Anderson      | 30            | 0             | 2             | 0             | 2                 | 0                 | 0                 | 0                 | 32       | 0      | 2           | 0          |
| S. Bell          | 2             | 0             | 0             | 0             | 0                 | 0                 | 0                 | 0                 | 2        | 0      | 0           | 0          |
| H. Bellaïd       | 1             | 0             | 0             | 0             | 0                 | 0                 | 0                 | 0                 | 1        | 0      | 0           | 0          |
| H. Butscher      | 12            | 0             | 2             | 0             | 0                 | 0                 | 0                 | 0                 | 12       | 0      | 2           | 0          |
| C. Caio          | 8             | 0             | 1             | 0             | 1                 | 0                 | 0                 | 0                 | 9        | 0      | 1           | 0          |
| R. Clark         | 1             | 0             | 1             | 0             | 0                 | 0                 | 0                 | 0                 | 1        | 0      | 1           | 0          |
| C. Djakpa        | 26            | 1             | 3             | 1             | 2                 | 0                 | 0                 | 0                 | 28       | 1      | 3           | 1          |
| J. Dudda         | 0             | 0             | 0             | 0             | 0                 | 0                 | 0                 | 0                 | 0        | 0      | 0           | 0          |
| M. Fenin         | 1             | 0             | 0             | 0             | 1                 | 0                 | 0                 | 0                 | 2        | 0      | 0           | 0          |
| R. Friend        | 13            | 1             | 2             | 0             | 1                 | 0                 | 0                 | 0                 | 14       | 1      | 2           | 0          |
| T. Gkekas        | 14            | 7             | 1             | 0             | 1                 | 2                 | 0                 | 0                 | 15       | 9      | 1           | 0          |
| A. Hien          | 0             | 0             | 0             | 0             | 0                 | 0                 | 0                 | 0                 | 0        | 0      | 0           | 0          |
| E. Hoffer        | 30            | 9             | 4             | 0             | 1                 | 0                 | 0                 | 0                 | 31       | 9      | 4           | 0          |
| M. Idrissou      | 26            | 14            | 2             | 0             | 1                 | 0                 | 0                 | 0                 | 27       | 14     | 2           | 0          |
| S. Jung          | 33            | 2             | 1             | 0             | 2                 | 0                 | 0                 | 0                 | 35       | 2      | 1           | 0          |
| T. Kessler       | 4             | 0             | 0             | 0             | 0                 | 0                 | 0                 | 0                 | 4        | 0      | 0           | 0          |
| S. Kittel        | 11            | 3             | 1             | 0             | 0                 | 0                 | 0                 | 0                 | 11       | 3      | 1           | 0          |
| Ü. Korkmaz       | 11            | 1             | 0             | 0             | 1                 | 0                 | 0                 | 0                 | 12       | 1      | 0           | 0          |
| B. Köhler        | 32            | 9             | 4             | 0             | 2                 | 0                 | 0                 | 0                 | 34       | 9      | 4           | 0          |
| M. Lehmann       | 26            | 0             | 3             | 0             | 2                 | 0                 | 1                 | 0                 | 28       | 0      | 4           | 0          |
| K. Matmour       | 28            | 6             | 5             | 0             | 2                 | 0                 | 0                 | 0                 | 30       | 6      | 5           | 0          |
| A. Meier         | 32            | 17            | 3             | 1             | 2                 | 0                 | 0                 | 0                 | 34       | 17     | 3           | 1          |
| M. Miltner       | 0             | 0             | 0             | 0             | 0                 | 0                 | 0                 | 0                 | 0        | 0      | 0           | 0          |
| O. Nikolov       | 31            | 0             | 0             | 0             | 2                 | 0                 | 0                 | 0                 | 33       | 0      | 0           | 0          |
| S. Rode          | 33            | 2             | 1             | 0             | 2                 | 0                 | 0                 | 0                 | 35       | 2      | 1           | 0          |
| M. Russ          | 1             | 0             | 1             | 0             | 0                 | 0                 | 0                 | 0                 | 1        | 0      | 1           | 0          |
| G. Schildenfeld  | 33            | 1             | 4             | 0             | 2                 | 0                 | 0                 | 0                 | 35       | 1      | 4           | 0          |
| D. Schmidt       | 1             | 0             | 0             | 0             | 0                 | 0                 | 0                 | 0                 | 1        | 0      | 0           | 0          |
| P. Schwegler     | 27            | 0             | 5             | 0             | 0                 | 0                 | 0                 | 0                 | 27       | 0      | 5           | 0          |
| M. Titsch-Rivero | 0             | 0             | 0             | 0             | 0                 | 0                 | 0                 | 0                 | 0        | 0      | 0           | 0          |
| G. Tzavellas     | 2             | 0             | 0             | 0             | 0                 | 0                 | 0                 | 0                 | 2        | 0      | 0           | 0          |
| E. Wille         | 0             | 0             | 0             | 0             | 0                 | 0                 | 0                 | 0                 | 0        | 0      | 0           | 0          |
| M. Álvarez       | 0             | 0             | 0             | 0             | 0                 | 0                 | 0                 | 0                 | 0        | 0      | 0           | 0          |
| A. Özer          | 0             | 0             | 0             | 0             | 0                 | 0                 | 0                 | 0                 | 0        | 0      | 0           | 0          |